# Xã Canaan, Quận Henry, Iowa
Xã Canaan (tiếng Anh: Canaan Township) là một xã thuộc quận Henry, tiểu bang Iowa, Hoa Kỳ. Năm 2010, dân số của xã này là 366 người.